# Gulnara Samitovová-Galkinová
Gulnara Iskanderovna Samitovová-Galkinová (rusky Гульнара́ Исканде́ровна Сами́това-Га́лкина; * 9. července 1978 Naberežnyje Čelny) je ruská atletka, olympijská vítězka a bývalá držitelka světového rekordu v běhu na 3000 metrů s překážkami.

## Kariéra
Poprvé na sebe výrazně upozornila dne 10. srpna 2003 na národním šampionátu v ruské Tule, kde vylepšila hodnotu světového rekordu v běhu na 3000 metrů překážek. Tehdejší maximum Bělorusky Alesji Turovové z července roku 2002 vylepšila o osm sekund a osmnáct setin na 9:08,33. Na MS v atletice 2003 v Paříži postoupila do finále běhu na 5000 m, kde skončila v čase 14:54,38 na 7. místě. V roce 2004 vybojovala na halovém MS v Budapešti bronzovou medaili v běhu na 1500 metrů. 4. července 2004 na mítinku v Heraklionu vlastní světové maximum vylepšila o dalších šest sekund na 9:01,59. V témže roce poprvé reprezentovala na Letních olympijských hrách, které se konaly v Athénách, avšak steeple na této olympiádě ještě na programu nebyl. Zúčastnila se závodu na 5000 metrů, kde obsadila celkové 6. místo. Na Mistrovství světa v atletice 2007 v Ósace skončila ve steeplu na 7. místě. Mistryní světa se tehdy stala její krajanka Jekatěrina Volkovová a stříbro získala Taťjana Petrovová.
18. července 2008 na ruském šampionátu v Kazani vyhrála steeple v čase 9:08,21 a tímto výsledkem se nominovala na Letní olympijské hry do Pekingu, kde se běh na 3000 metrů překážek žen konal vůbec poprvé. Ve finále olympijských her zaběhla tuto trať jako první žena v historii pod 9 minut a časem 8:58,81 vybojovala zlatou medaili. Celý závod byla na prvním místě a vyhrála s náskokem více než osmi sekund.
Na světovém šampionátu v Berlíně v roce 2009 byla hlavní kandidátkou na titul. V rozběhu předvedla nejrychlejší čas ze všech závodnic, když trať zaběhla v čase 9:17,67. Ve finále však zůstala bez medaile, když nakonec proběhla cílem jako čtvrtá. Titul získala Španělka Marta Domínguezová, která naopak do finále postoupila s nejhorším časem. Na Letních olympijských hrách 2012 v Londýně postoupila s dvanáctým nejrychlejším časem do patnáctičlenného finále, kde však běh nedokončila.

## Osobní život
V roce 2004 se provdala za Antona Galkina, který v témže roce reprezentoval na Letních olympijských hrách v běhu na 400 metrů překážek. 24. června 2010 se ji narodila dcera Alina.

## Osobní rekordy
- Běh na 3000 metrů překážek - (8:58,81 min. - 17. 8. 2008, Peking) - Současný evropský rekord